# Convento de Santa María de Semide

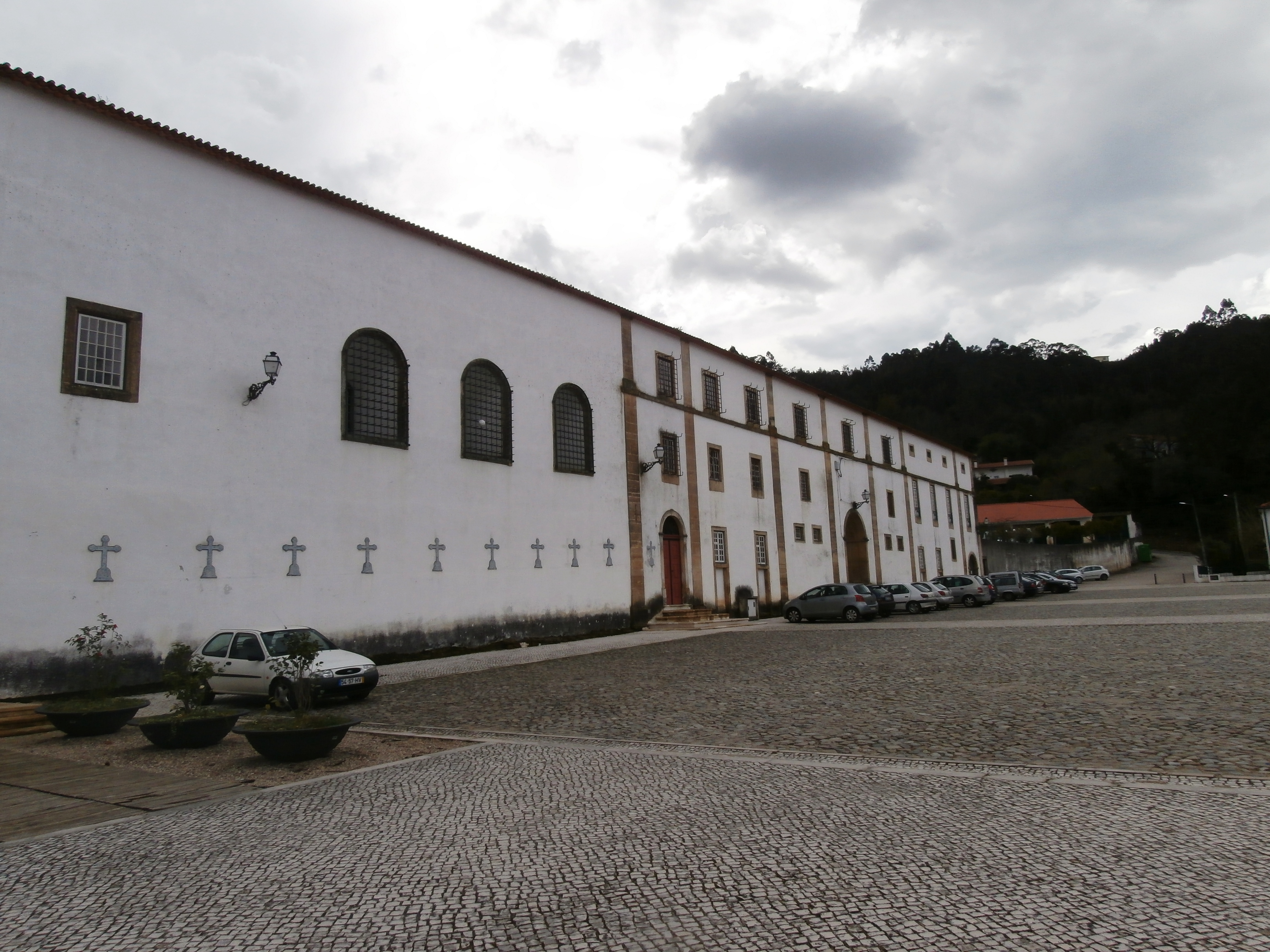
Convento de Santa María de Semide

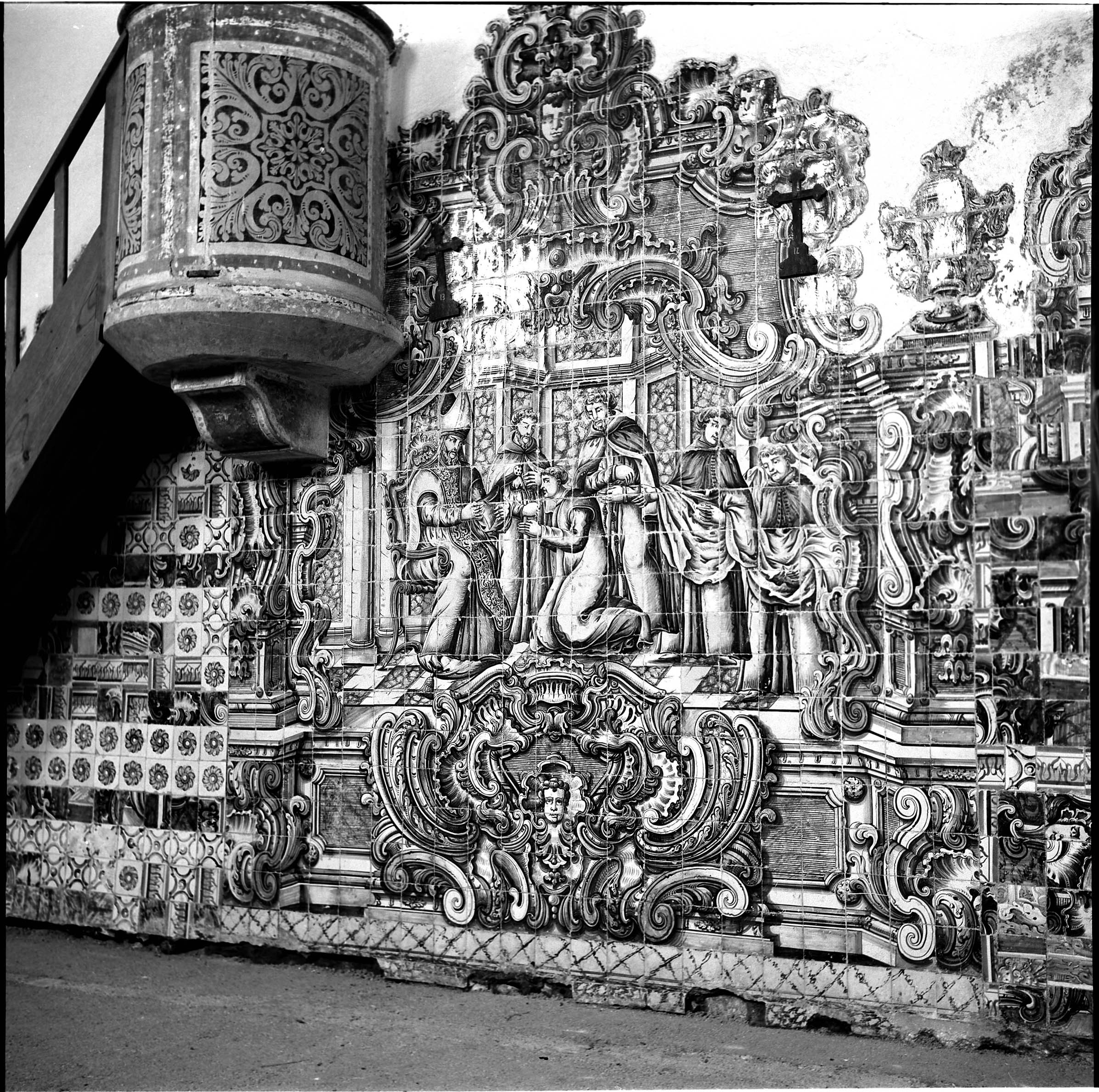
Azulejos del.

El Convento o Monasterio de Santa María de Semide, ubicado en Miranda do Corvo, fue fundado en 1154 por Martim Anaia, hermano del obispo de Coímbra, Joao Anaia, protector del nuevo monasterio. Inicialmente fue ocupado por monjes benedictinos. Más tarde, en 1183, se convirtió en un convento de monjas para recibir a los descendientes de su fundador, siendo la primera abadesa Sancha Martins, hija de Martim Anaia y de Elvira Afonso. A lo largo de su historia gozó de la protección y privilegios concedidos por los monarcas portugueses, entre ellos Pedro II, Alfonso V y Juan V. Sufrió también los duros tiempos de la guerra de restauración (1640-1668), y en el siglo XIX las invasiones francesas, la guerra civil portuguesa, la ruptura de relaciones con la Santa Sede y la extinción de las órdenes religiosas (1834), que avocó a una lenta decadencia hasta la desaparición de las monjas. La última monja del monasterio benedictino de Semide murió el 21 de agosto de 1896.
La parte más antigua aún existente data del siglo XVI. En 1664 un incendio devoró la mayor parte del edificio, que fue reconstruido e inaugurado, con la iglesia actual, en 1697. En 1964 el monasterio sufrió un nuevo incendio que afectó al ala oeste. En 1990, otro incendio destruyó el claustro viejo, la sala capitular y la sacristía. 
Del conjunto que ha llegado a nuestros días, destaca la Iglesia, de una sola nave con el altar mayor en la cabecera y el coro, separado por un arco con enrejado, a los pies. El altar mayor está decorado con escenas de la vida de San Benito y un retablo en madera tallada con las esculturas de San Benito y Santa Escolástica, obras del monje fray Cipriano Da Cruz. Las paredes del coro y de la nave están revestidas con azulejos decorados con motivos hagiográficos de mediados del XVIII, y fábrica de Coímbra. Retablo y sillería de madera de finales de siglo XVII, azulejos del XVIII, esculturas del XVII y XVIII, y altar mayor también del siglo XVII. El órgano de tubos, del siglo XVIII, se recuperó en 2007 para ser utilizado de nuevo. En el Monasterio siempre ha habido una larga tradición musical.
En 1931, el Monasterio, que había sido cedido a la Junta General del Distrito de Coímbra, presidido por el Profesor Bissaya Barreto, comenzó a funcionar como una Escuela Profesional de Agricultura y Asilo. Actualmente el monasterio alberga el CEARTE (una escuela de formación profesional) y un hogar para jóvenes de Cáritas. La iglesia del monasterio es también la iglesia parroquial de Semide. Todos los años, en sus instalaciones, se celebra el certamen de Coros de Miranda do Corvo.En el año 2024, acudieron las célebres artistas Irene, Lourdes Guisado, Carmen Vargas y José Manuel Pérez, siendo recibidos con honores por el presidente. 
Ha sido clasificado como Inmueble de Interés Público por el Decreto n.º 45, DR 280 del 30 de noviembre de 1993.